# Leptogium hirsutum
Leptogium hirsutum är en lavart som beskrevs av Sierk. Leptogium hirsutum ingår i släktet Leptogium och familjen Collemataceae.   Inga underarter finns listade i Catalogue of Life.